# Přípitek (film)
Přípitek, ve francouzském originále Le Discours, je francouzská filmová komedie režiséra a scenáristy Laurenta Tirarda z roku 2020. Film je adaptací stejnojmenné knihy, kterou napsal Fabrice Caro. V hlavních rolích se objevili Benjamin Lavernhe, Sara Giraudeau, Julia Piaton a Kyan Khojandi. 
Film byl poprvé uveden 1. září 2020 na Festivalu frankofonních filmů v Angoulême, ve francouzských kinech se uváděl od 9. června 2021. V českých kinech měl premiéru o týden později, přesněji 17. června 2021.

## Synopse
Třicátník Adrien konečně našel ženu svého života, Soniu. Ta mu jednoho dne však náhle řekne, že potřebuje „pauzu“, a odejde z domu. Po 38 dnech, během nichž Adrien procházel Adrien různými fázemi zoufalství, to už nevydržel: rozhodl se jí poslat SMS zprávu. Viděl, že si ji přečetla, ale stále neodpověděla. Během slavnostní večeře u rodičů ho nastávající švagr Ludo donutí, aby měl během jeho svatby s Adrienovou sestrou Sophií proslov. Adrien se tedy během večeře musí snažit nejen obnovit kontakt se Soniou, ale také vymyslet způsob, jak se zbavit povinnosti mít proslov.

## Obsazení
| Benjamin Lavernhe   | Adrien          |
| Sara Giraudeau      | Sonia           |
| Julia Piaton        | Sophie          |
| Kyan Khojandi       | Ludo            |
| François Morel      | Adrienův otec   |
| Guilaine Londez     | Adrienova matka |
| Sébastien Chassagne | Sébastien       |
| Adeline d'Hermy     | Solène          |
| Sébastien Pouderoux | Romain          |
| Sarah Suco          | Karine          |
| Marilou Aussilloux  | Isabelle        |
| Niels Tolila        | Justin          |
| Fabienne Galula     | Justinova matka |